# Российская академия наук (1917—1925)
Росси́йская акаде́мия нау́к — высшее государственное научное учреждение Российской республики, Советской России и СССР в 1917—1925 годах.
Наследница Санкт-Петербургской академии наук и предшественница Академии наук СССР.

## После Февральской революции
С февраля (или мая) 1917 года Императорская Санкт-Петербургская академия наук по решению Общего собрания учёных стала называться Российской академией наук. Впервые был введён принцип выборности руководства. 15 мая 1917 года президентом стал выдающийся геолог А. П. Карпинский.
На 1 января 1918 года в Российской академии наук было:
- 45 — действительных членов (академиков)
- 212 — научных и научно-технических сотрудников

## После Октябрьской революции
Большинство учёных не приняло Октябрьскую революцию. 21 ноября 1917 года Общее собрание академии обратилось к учёным страны с посланием, в котором высказывалось негативное отношение к революции. Однако академия при этом не отказалась от профессионального сотрудничества с новой властью. В декабре 1917 года на годичном собрании С. Ф. Ольденбург, отметив, что «Россия встала на край гибели», подчёркивал: «Люди науки не могут не сознавать, что без их работы немыслимо просвещение и культура, а без этих последних — никакое достойное человеческое существование».
Академия приняла активное участие в решении социально-экономических и культурных проблем страны. К этому была привлечена Комиссия по изучению естественных производительных сил и природных ресурсов, созданная при академии в 1915 году по инициативе В. И. Вернадского. Были развёрнуты исследования Курской магнитной аномалии, минеральных ресурсов Кольского полуострова, залива Кара-Богаз-Гол и других районов страны. Под руководством Г. М. Кржижановского, впоследствии академика и вице-президента академии, был разработан план ГОЭЛРО.
С 1918 года в системе академии начали создаваться структурно обособленные научно-исследовательские институты, в частности Физико-технический, Физико-математический, Институт физико-химического анализа, Радиевый институт.
Численность научных сотрудников академии к 1925 году увеличилась в 4 раза по сравнению с 1917 годом.
По образцу Российской академии наук были образованы:
- 1918 — Украинская академия наук, президентом был избран академик Российской академии наук В. И. Вернадский.
- 1929 — Белорусская академия наук.

В 1918 году академия заявила о готовности сотрудничать с советской властью, выполняла многие поручения Совета народных комиссаров РСФСР. Располагаясь в Ленинграде, она казалась в какой-то мере независимой от правительства в Москве. Это вызывало настороженное отношение к ней власть имущих.
27 июля 1925 года постановлением ЦИК СССР и СНК СССР академия была провозглашена «высшим всесоюзным учёным учреждением» и получила название АН СССР.